# Дарджийлинг ООД
Дарджийлинг ООД е петият пълнометражен филм на американския режисьор Уес Андерсън. По-голямата част от филма е заснета в Раджастан, Индия. Саундтракът включва песни на The Kinks и Rolling Stones.

## Сюжет
Внимание:  Текстът по-долу разкрива сюжета на произведението (или части от него)!
Фабулата се върти около трима отчуждили се американски братя, които не са си говорили от дълго време. Те решават да се отправят на пътешествие към Индия за да възстановят връзките, които са имали и за да открият себе си.
Духовното им приключение обаче се натъква на множество трудности и те се оказват сами насред пустинята със своите единайсет куфара, принтер и машина за ламиниране.